# 동탄복합문화센터도서관
동탄복합문화센터도서관은 2011년 1월 2일 개관하였다. 동탄복합문화센터 내에 도서관이 위치해 있으며 총 94,939권(2012년 10월, 비도서포함)의 장서를 가지고 있다. 3층 건물이다.

## 연혁
- 2012년 1월 예술테마실 개실
- 2011년 1월 동탄복합문화센터 도서관 개관
- 2011년 3월 2011~2012년도 경기도 평생학습관 지정
- 2011년 4월 체험형동화구연 오픈

## 실별 안내
- 1층

- 어린이자료실
- 유아열람실

- 2층

- 종합자료실
- 전자정보실

- 3층

- 열람실
- 노트북실
- 문화교실
- 도서관사무실
- 소회의실

## 이용 시간
- 1층

- 어린이 자료실

- 평일 : 09:00~18:00
- 주말 : 09:00~18:00

- 장난감도서관
  - 평일(화~금) : 09:00~18:00
  - 주말(토) : 09:00~18:00
  - 13:00~14:00 미운영

- 2층

- 종합자료실

- 평일 : 09:00~22:00
- 주말 : 09:00-18:00

- 전자정보실

- 평일 : 09:00~18:00
- 주말 : 09:00~18:00

- 3층

- 일반열람실

- 평일 : 08:00~24:00
- 주말 : 08:00~24:00

## 휴 관
- 정기휴관 : 두 번째 월요일 (국가공휴일 (일요일 제외)), 법정공휴일
- 임시휴관 : 공단창립기념일 (7월 9일)
- 장서점검 등 특별한 사유로 관장이 정하는 날

## 도서 대출
- 대출권수 : 1인 7권 (대출카드는 본인것만 사용가능)
- 대출기간 : 14일 / 연장가능 (단. 예약도서 연장 불가)

- 연체규정

연체일수만큼 대출정지
90일 이상 연체시 6개월 대출정지
- 도서분실

동일도서로 구입 후 반납
분실도서가 품절 및 절판일 경우 지정도서로 대체변상

## 회원 가입
| 대상               | - 경기도 거주자(주민등록상) - 타 지역 거주자 중 경기도 소재 직장인 재직자 또는 학생                                                                                                  |
| 신청방법           | 화성시립도서관 홈페이지 온라인 회원가입 -> 구비서류 지참하여 도서관 방문(자료실 안내데스크) -> 본인 확인 후 회원증 발급                                                              |
| 신청방법           | * 신분증 제출시 성명, 사진, 생년월일, 최신 주소 확인이 가능해야 합니다.(주소 미기재시 등본 필요) * 주민등록등본의 모든 서류는 3개월 이내 발급받아야 합니다.(캡쳐본 또는 사진 미인정) |
| 온라인 회원증 발급 | 화성시립도서관 홈페이지 온라인 회원가입 및 로그인 -> [내서재>나의 정보] 메뉴 접속 -> [온라인 회원증 발급] 버튼 클릭 -> 주민등록번호 입력 후 인증하기 -> 온라인 회원증 발급           |

## 희망도서 신청
- 신청자격 : 화성시시립도서관 정회원(회원증 소지자)
- 신청권수 : 화성시시립도서관 통합 1인 월 3권
- 신청방법 : 도서관 홈페이지 및 리브로피아 앱에서 도서 신청
- 수령방법 : 희망도서 비치 문자 수신 후 7일 이내에 도서관을 방문하여 제출